# 에피사이클로이드
기하학에서 에피사이클로이드(영어: epicycloid)는 주어진 원에 외접하는 임의의 한 원이 주어진 원의 곡면을 따라 회전할 때, 외접원 위의 임의의 한 점이 그리는 자취이다. 
주어진 원을 기초원, 외접하는 원을 구름원이라고 한다. 

## 성질
만약 작은 원의 반지름을 r, 그리고 큰 원의 반지름을 R(=kr)이라고 했을 때, 에피사이클로이드 곡선을 매개방정식으로 표현하면 다음과 같이 나타낼 수 있다.
{\displaystyle x(\theta )=(R+r)\cos \theta -r\cos \left({\frac {R+r}{r}}\theta \right)}
{\displaystyle y(\theta )=(R+r)\sin \theta -r\sin \left({\frac {R+r}{r}}\theta \right),}
또는 다음과 같이 쓸 수 있다.
{\displaystyle x(\theta )=r(k+1)\cos \theta -r\cos \left((k+1)\theta \right)\,}
{\displaystyle y(\theta )=r(k+1)\sin \theta -r\sin \left((k+1)\theta \right).\,}
이는 복소평면을 이용하면 더 간단한 형태로 변형될 수 있다. 좌표평면에서 (x,y)를 {\displaystyle x+yi} 의 꼴로 나타낼 때
위의 매개변수 방정식을 대입한 후 오일러 공식 {\displaystyle e^{ix}=cosx+isinx} 을 이용하면 
{\displaystyle z(\theta )=(R+r)\cos \theta -r\cos(\theta +{\frac {R}{r}}\theta )+i((R+r)\sin \theta -r\sin(\theta +{\frac {R}{r}}\theta ))}
{\displaystyle z(\theta )=r(({\frac {R}{r}}+1)(\cos \theta +i\sin \theta )-e^{i({\frac {R}{r}}+1)\theta }}

여기서
{\displaystyle \theta \in [0,2\pi ]}
구름원의 반지름 {\displaystyle r}
기초원의 반지름 {\displaystyle R}

{\displaystyle R=kr} 일 때
k가 정수이면, 곡선은 닫힌 곡선이 되며, k 개의 뾰족점을 가진다.
k가 유리수인 경우, k = p/q 꼴로 단순화시킬수 있다면, p 개의 뾰족점을 가진다.
k가 무리수이면, 곡선은 닫히지 않으며, 큰 원과 반지름 R + 2r인 원 사이의 공간의 조밀 집합을 형성한다.

에피사이클로이드의 예
k = 1
k = 2
k = 3
k = 4
k = 2.1 = 21/10
k = 3.8 = 19/5
k = 5.5 = 11/2
k = 7.2 = 36/5

## 길이와 넓이
초기 점이 기초원 위에 있다고 가정하자.
{\displaystyle k(k={\frac {R}{r}})}가 양수일 때 에피사이클로이드의 면적은 다음과 같다.
{\displaystyle A=\int _{0}^{2\pi }y(\theta ){\frac {dx}{d\theta }}d\theta }

에피사이클로이드 곡선의 매개변수 방정식 
{\displaystyle x(\theta )=(R+r)\cos \theta -r\cos \left({\frac {R+r}{r}}\theta \right)}
{\displaystyle y(\theta )=(R+r)\sin \theta -r\sin \left({\frac {R+r}{r}}\theta \right),}
를 대입하여 계산하면 
{\displaystyle A=(k+1)(K+2)\pi r^{2}}로 정리할 수 있다.

에피사이클로이드의 길이는 다음과 같다.
{\displaystyle l=\int \limits _{0}^{2\pi }{\sqrt {({\frac {dx}{d\theta }})^{2}+{\frac {dy}{d\theta }})^{2}}}d\theta }
이 식에 에피사이클로이드 곡선의 매개변수방정식을 대입하여 계산하면 
{\displaystyle l=8(k+1)r}

## 증명

구름원 위의 임의의 점 P의 자취를 구하고자 한다.
{\displaystyle \alpha } 를 접선 점에서 이동하는 점 P까지의 각도, {\displaystyle \theta }를 시작점에서 접선 점까지의 각도라고 하자.
큰 원을 기준으로 작은 원이 움직일 때, 미끄러짐이 없으므로, 다음과 같은 관계를 가진다.
{\displaystyle l_{R}=l_{r}}

각도의 정의 (호의 길이와 반지름의 비율)에 따라 {\displaystyle l_{R}=\theta R}, {\displaystyle l_{r}=\alpha r} 가 성립한다.
따라서 {\displaystyle \theta R=\alpha r}이라는 관계식이 성립하며, 이를 정리하면 {\displaystyle \alpha ={\frac {R}{r}}\theta }의 형태로 기술될 수 있다.

도형에서, 구름원 위의 점 p의 위치를 다음과 같이 나타낼 수 있다.
{\displaystyle x(\theta )=(R+r)\cos \theta -r\cos \left({\frac {R+r}{r}}\theta \right)}
{\displaystyle y(\theta )=(R+r)\sin \theta -r\sin \left({\frac {R+r}{r}}\theta \right),}

## 같이 보기
- 사이클로이드
- 하이포사이클로이드
- 에피트로코이드
- 하이포트로코이드
- 스피로그래프
- 대원과 주전원
- 유성 기어

## 참고 문헌
- J. Dennis Lawrence (1972). 《A catalog of special plane curves》. Dover Publications. 161,168–170,175쪽. ISBN 0-486-60288-5.